# Calliphaula
Calliphaula är ett släkte av skalbaggar. Calliphaula ingår i familjen långhorningar.
Kladogram enligt Catalogue of Life:
| Calliphaula | \| \| Calliphaula filiola \| \| \| \| \| \| Calliphaula leucippe \| \| \| \| |
|             | \| \| Calliphaula filiola \| \| \| \| \| \| Calliphaula leucippe \| \| \| \| |
|             | Calliphaula filiola                                                          |
|             |                                                                              |
|             | Calliphaula leucippe                                                         |
|             |                                                                              |